# Cestrum dasyanthum
Cestrum dasyanthum är en potatisväxtart som beskrevs av John Donnell Smith. Cestrum dasyanthum ingår i släktet Cestrum och familjen potatisväxter. Inga underarter finns listade i Catalogue of Life.